# Windshub
Windshub ist ein Ortsteil der Gemeinde Walpertskirchen im Landkreis Erding (Oberbayern, Bayern).

## Lage
Die Einöde liegt rund zwei Kilometer nördlich von Walpertskirchen. 